# 1908年至1909年香港甲組足球聯賽
1908–09年香港甲組足球聯賽是香港首屆足球聯賽，該年度只設有一個級別，由巴付陸軍奪得冠軍。
成立聯賽的提議大約於1908年11月中提出，球圈反應相當好，至12月初已有皇家工兵（Royal Engineers）、巴付陸軍（The Buffs，又譯作巴符陸軍）、海軍船塢（Naval Yard）、軍醫（RAMC – Royal Army Medical Corps）、葡萄牙會（Club Lusitano）與青年會 （YMCA，俗稱西青會）6隊決定參加，其後再有炮兵、Boy's Own Club加入，首屆聯賽共有8隊角逐。
首場聯賽於1908年12月5日下午2時於快活谷陸軍球場舉行，由巴付陸軍對工程，結果兩隊賽和 1–1 。

## 聯賽榜
若果有部分球隊於聯賽榜中取得相同分數，則根據有關球會的對賽成績決定。而對賽成績相同之排名方法，則根據下列次序排名：
1. 有關賽事的分數
2. 有關賽事的得失球
3. 有關賽事的得球

| 排名 | 球隊           | 賽 | 勝 | 和 | 負 | 得球 | 失球 | 球差 | 積分 |
| ---- | -------------- | -- | -- | -- | -- | ---- | ---- | ---- | ---- |
| 1    | 巴付陸軍       | 14 | 13 | 1  | 0  | 57   | 3    | +54  | 27   |
| 2    | 炮兵           | 14 | 10 | 1  | 3  | 35   | 12   | +23  | 21   |
| 3    | 工程           | 14 | 8  | 3  | 3  | 26   | 8    | +18  | 19   |
| 4    | 海軍船塢       | 14 | 7  | 2  | 5  | 27   | 16   | +11  | 16   |
| 5    | 青年會         | 14 | 7  | 1  | 6  | 21   | 15   | +6   | 15   |
| 6    | 軍醫           | 14 | 4  | 0  | 10 | 18   | 38   | -20  | 8    |
| 7    | 葡萄牙會       | 14 | 1  | 1  | 12 | 7    | 48   | -41  | 3    |
| 8    | Boy's Own Club | 14 | 1  | 1  | 12 | 11   | 62   | -51  | 3    |

## 大事記
- 最大比數戰果：1909年1月9日在快活谷陸軍球場，巴付陸軍大勝葡萄牙會15－0
- 英文報章《孖剌西報》(Hong Kong Daily Press) 於1909年初，決定送出銀杯一隻，稱為Hongkong Daily Press Cup，作為聯賽冠軍的獎杯。當時中文稱為「尋常杯」，以別於「特別銀牌」。
- 當時規定，連續3屆奪得聯賽冠軍的球隊，便可以永遠擁有這隻獎盃[2]。
- 1909年2月，港督盧吉答應出任香港足球聯賽的贊助人[3]。
- 這屆銀牌賽，由沒有派隊參加聯賽的畢霍艦隊 (HMS Bedford) 奪得冠軍[4]。

## 外部連結
- 香港足球總會歷史—歷屆聯賽冠軍盟主名錄（页面存档备份，存于）